# Franz Graßmel
Franz Graßmel (8 de janeiro de 1906 - 30 de junho de 1985) foi um oficial alemão que serviu inicialmente no Deutsches Heer e em seguida na Luftwaffe durante a Segunda Guerra Mundial. Foi condecorado com a Cruz de Cavaleiro da Cruz de Ferro com Folhas de Carvalho.

## Condecorações
| Nome                                                               | Data                    |
| ------------------------------------------------------------------ | ----------------------- |
| Cruz de Ferro (1939) 2ª Classe                                     | 10 de junho de 1941     |
| Cruz de Ferro (1939) 1ª Classe                                     | 10 de junho de 1941     |
| Distintivo de assalto ao solo da Luftwaffe                         | 20 de setembro de 1942  |
| Ärmelstreifen "Kreta"                                              | 20 de maio de 1942      |
| Distintivo de Feridos (1939) em Preto                              | 18 de dezembro de 1942  |
| Distintivo de Feridos (1939) em Prata                              | 10 de fevereiro de 1945 |
| Cruz Germânica em Ouro                                             | 22 de junho de 1943     |
| Cruz de Cavaleiro da Cruz de Ferro                                 | 8 de abril de 1944      |
| Cruz de Cavaleiro da Cruz de Ferro com Folhas de Carvalho nº (868) | 8 de maio de 1945       |